# Мари (језеро у држави Јужна Каролина)
Мари (енгл. Lake Murray) је вештачко језеро у Сједињеним Америчким Државама. Налази се на територији америчке савезне државе Јужна Каролина. Површина језера износи 194 km².